# Дорфен
Дорфен (њем. Dorfen) град је у њемачкој савезној држави Баварска. Једно је од 26 општинских средишта округа Ердинг. Према процјени из 2010. у граду је живјело 13.562 становника. Посједује регионалну шифру (AGS) 9177115.

## Географски и демографски подаци
Дорфен се налази у савезној држави Баварска у округу Ердинг. Град се налази на надморској висини од 465 метара. Површина општине износи 99,6 km². У самом граду је, према процјени из 2010. године, живјело 13.562 становника. Просјечна густина становништва износи 136 становника/km².